# Coleophora annulatella
Coleophora annulatella é uma espécie de mariposa do gênero Coleophora pertencente à família Coleophoridae.